# Anglaise
Anglaise é uma antiga forma de dança popular inglesa, com origem no século XVIII, e utilizada por compositores como Johann Sebastian Bach.